# Ashurst Wood
Ashurst Wood är en civil parish i Storbritannien.   Den ligger i grevskapet West Sussex och riksdelen England, i den södra delen av landet, 50 km söder om huvudstaden London. Arean är 2,5 kvadratkilometer.
Terrängen i Ashurst Wood är huvudsakligen platt.